# 北江
北江位于中国华南地区，是珠江流域第二大水系，发源于江西省信丰县油山镇大茅坑，于广东省佛山市三水区思贤滘与西江相汇后注入珠江三角洲。思贤滘以上干流全长468千米，总落差305米，河道平均比降0.26‰，流域面积4.67万平方千米。流域涉及中国湖南、广西、江西和广东4省区，其中92%的流域面积位于广东省境内。

## 干流概况
北江源流称昌水，源自江西省赣州市信丰县油山镇大茅坑，东南流入广东省南雄市后称浈江，流入孔江水库，出库后西南流经广东南雄市、始兴县，于韶关市右纳武水后始称“北江”。北江自韶关市向南流，经英德市和清远市，最后于佛山市三水区思贤滘汇入珠江三角洲。

## 流域概况
北江流域大部分位于广东省境内，整个流域呈折扇形，周围大山环亘，北有南岭与长江流域分界，东有九连山、滑石山、瑶岭与东江流域分界，西有萌渚岭与西江流域分界。流域地势北高南低。上游多山地丘陵，广东省仁化县的丹霞山以丹霞地貌著名。中游自韶关到盲仔峡，河谷宽，沿河沙洲、河滩、河流冲击平原或盆地相继出现；盲仔峡至飞来峡之间干流两岸是低山丘陵区。干流出飞来峡后为下游河段，两岸地势平坦开阔，曲流、沙洲、河汊发育，沿河两岸筑有堤防，两旁洼地较多。
流域内集水面积超过1000平方千米的一级支流有墨江、锦江、武水、南水、滃江、连江、潖江、滨江、绥江等9条。其中以连江最大。
流域地处亚热带季风气候，高温多雨湿润，年均气温20℃，年际变化不大。流域年均降水量1724毫米，降水主要集中在4～9月。流域年均水资源总量510.3亿立方米，年径流深1091.8毫米，年均水面蒸发量929.3毫米。北江水含沙量为0.14千克每立方米，年均输沙量647万吨。
北江水力资源丰富，理论蕴藏量约319万千瓦，可开发装机容量236.5万千瓦，年发电量95.6亿千瓦时。目前北江上大型的水利工程有：孟州坝水电站、白石窑水电站、飞来峡水利枢纽、北江大堤。